# 小さな悪の華
『小さな悪の華』（ちいさなあくのはな、Mais ne nous délivrez pas du mal）は、1970年のフランスの映画。日本での公開は1972年3月。公開時のコピーは「地獄でも、天国でもいい、未知の世界が見たいの! 悪の楽しさにしびれ 罪を生きがいにし 15才の少女ふたりは 身体に火をつけた」

## 概要
1970年にフランスで製作された本作は、その反キリスト教的で淫靡な内容からフランス本国を初めとする各国で上映禁止となり、アメリカと日本とのみで上映された。
物語のモチーフとなったのはアン・ペリーによる実際に起きた殺人事件とされており、この事件はピーター・ジャクソン監督も、1994年に『乙女の祈り』(Heavenly Creatures) として映画化した。

## 物語
15歳の少女、黒髪のアンヌとブロンドのロールが主人公。思春期の少女が持つ残酷さと、レズビアン（エス）的で共依存的な友情がテーマとなっている。作中にはしばしばフランスの詩が引用される。
寄宿学校に通う二人はバカンスに、悪魔崇拝の儀式を執り行いサタンに忠誠を誓う。そして牧童を誘惑したり、盗みや放火、庭師の飼う小鳥を殺害するなどの残酷な行為を繰り返していた。やがて二人の行為はエスカレートし、死の危険を孕んだ破滅的な終局へ向かっていく。

## DVD
日本ではこれまでVHS、LD、DVDともに発売されていなかったが、2008年2月20日に初めてDVD化されることとなった。DVD発売を記念して、吉祥寺のミニシアター系映画館バウスシアターにて、同年2月2日から2月15日までの2週間、本作がレイトショーにてリバイバル上映された。

## キャスト
- アンヌ：ジャンヌ・グーピル（フランス語版）
- ロール：カトリーヌ・ヴァジュネール（フランス語版）
- 車の男：ベルナール・デラン（フランス語版）
- レオン：ミシェル・ロバン（フランス語版）
- エミール：ジェラール・ダリュー（フランス語版）
- マルク・デュディコール（フランス語版）
- ヴェロニク・シルヴェール（フランス語版）